# 文秀堂
文秀堂株式会社（ぶんしゅうどう）は、岩手県奥州市に本社を置く老舗企業。
南部鉄器等の企画、デザイン及び製造販売と情報機械・家具什器の販売メンテナンスを行う。

## 概要
南部鉄器と水沢筆の製造卸として、1817年(文化14年)創業。
現在でも南部鉄器を主力商品とし、秀衡塗・浄法寺塗・その他伝統工芸品、観光施設向け業務用品等を東北地域にて販売。
また、筆の製造卸を続けながら、筆記具・電卓等の文房具の販売を経て、情報機器の販売メンテナンスを行う。

## 沿革
- 1817年 - 創業[2]
- 1853年 - 文秀堂創立
- 1950年 - 法人に改組　有限会社高橋文秀堂とする
- 1970年 - 株式会社に改組　文秀堂株式会社とする
- 1975年 - 北日本商事株式会社設立
- 2016年 - 創業二百年

## 本社及び営業所
- 本社・クラフト館・文具館
  - 岩手県奥州市水沢久田22-3
- 北日本商事株式会社（食品卸業）（2020年3月文秀堂株式会社に吸収合併）
  - 岩手県奥州市水沢久田22-3